# Yarmouth (Massachusetts)
Localização de Massachusetts nos E.U.A.
Yarmouth é uma aldeia localizada no condado de Barnstable no estado estadounidense de Massachusetts. No Censo de 2010 tinha uma população de 23.793 habitantes e uma densidade populacional de 325,66 pessoas por km².

## Geografia
Yarmouth encontra-se localizado nas coordenadas 41° 40′ 30″ N, 70° 13′ 34″ O. Segundo o Departamento do Censo dos Estados Unidos, Yarmouth tem uma superfície total de 73.06 km², da qual 62.54 km² correspondem a terra firme e (14.4%) 10.52 km² é água.

## Demografia
Segundo o censo de 2010, tinha 23.793 pessoas residindo em Yarmouth. A densidade de população era de 325,66 hab./km². Dos 23.793 habitantes, Yarmouth estava composto por 92.59% brancos, 2.04% eram afroamericanos, 0.3% eram amerindios, 1.1% eram asiáticos, 0.01% eram insulares do Pacífico, 1.84% eram de outras raças e 2.11% pertenciam a dois ou mais raças. Do total da população 2.61% eram hispanos ou latinos de qualquer raça.